# Charles Duquette
Pour les articles homonymes, voir Duquette.
Charles Duquette, né le 25 juillet 1869 et mort le 30 décembre 1937 à Montréal, est un homme d'affaires et homme politique québécois. Il est le trente-troisième maire de Montréal. 

## Biographie
Il fait ses études chez les Frères des écoles chrétiennes et au collège Saint-Henri. Il se marie à Dorothée Maheux en 1894. Avant son entrée en politique, il est le président directeur-général de l'Alliance Nationale et le président de l'Association fraternelle canadienne, où il remplit les fonctions de trésorier. Membre de la Chambre de commerce de Montréal et de la commission des prêts agricoles, il devient gouverneur de l'Hôpital Notre-Dame. En 1912, il est nommé président de la Société Saint-Jean-Baptiste de Montréal.  
En 1919, Il se remarie à Albina Beaudoin à la suite du décès de sa première femme. 
En raison de sa grande popularité, le conservateur Esioff-Léon Patenaude lui suggère de se présenter à la mairie. Le 7 avril 1924, il bat Médéric Martin, qui était resté au pouvoir assez longtemps pour s'être mêlé à des controverses, par 43 221 voix contre 40 125. Le 7 septembre, il inaugure l'Hôpital du Sacré-Cœur, avec Messeigneurs Georges Gauthier et Pietro Di Maria. Le 19 octobre, il accueille à Montréal George V du Royaume-Uni. 
En 1926, il inaugure le nouveau bâtiment de la mairie de Montréal, qui avait été ravagée par un incendie en 1922. Duquette est battu à son tour par Médéric Martin la même année. 
Il est président de la Chambre de commerce de Montréal en 1930-1931. Lors de la Grande Dépression, il est membre du comité du chômage de l'Assemblée nationale du Québec. Il meurt en 1937 à l'âge de 68 ans. Il était catholique et n'avait aucun enfant.

## Honneur
- L'avenue Duquette à Notre-Dame-de-Grâce a été nommée en son honneur.